# Zabłocki-Bibel
Die Zabłocki-Bibel (polnisch Biblia Jana Zabłockiego) ist eine Bibel aus der zweiten Hälfte des  15. Jahrhunderts. Sie entstand in Böhmen und wurde 1476–1478 von Jan Zabłocki in alttschechischer Sprache erstellt. Der Codex befindet sich heute im Ossolineum in Breslau.

## Beschreibung
Das Buch besteht aus 450 Papierblättern. Zabłocki hat eine frühere verschollene Bibelübersetzung ins Alttschechische abgeschrieben und nicht selbst übersetzt.

## Geschichte
Die Zabłocki-Bibel wurde in Böhmen von 1476 bis 1478 geschaffen. Sie kam im 16. Jahrhundert nach Polen, wo sie zunächst dem Bistum Włocławek gehörte. Im 19. Jahrhundert kam sie über St. Petersburg nach Lemberg. Nach dem Zweiten Weltkrieg gelangte sie nach Breslau.